# Chessy-les-Prés

Chessy-les-Prés este o comună în departamentul Aube din nord-estul Franței. În 1 ianuarie 2022 avea o populație de 534 de locuitori.